# La isla mínima – Mörderland
La isla mínima – Mörderland (Originaltitel: La isla mínima, englischsprachiger Titel: Marshland) ist ein spanischer Spielfilm des Regisseurs Alberto Rodríguez Librero aus dem Jahr 2014. Die Premiere war am 26. September 2014. Der Kinostart in Deutschland erfolgte am 4. August 2016.

## Handlung
Im Marschland am Unterlauf des Guadalquivir, im Süden Spaniens, treibt im Sommer 1980 ein Serienkiller sein Unwesen: Zwei 16- und 17-jährige Schwestern, Carmen und Estrella, wurden auf brutale Weise vergewaltigt und umgebracht. Die aus Madrid entsandten Kriminalbeamten Pedro und Juan ermitteln gemeinsam in diesem Fall, doch in der andalusischen Kleinstadt, wo die lokale Polizei sich nicht nur am Gesetzbuch orientiert, stoßen sie auf eisernes Schweigen. Die dunklen Jahrzehnte der Franco-Diktatur haben die Menschen geprägt. Man spricht nicht mit Fremden und schon gar nicht mit der Ordnungsmacht. Im Laufe ihrer Ermittlungen stellen die beiden Kriminalbeamten fest, dass die getöteten Schwestern nicht die einzigen Opfer sind.
Die Zusammenarbeit von Pedro und Juan wird sehr bald auf die Probe gestellt, denn die beiden Männer folgen unterschiedlichen Ideologien. Juan, der gerne trinkt, spät ins Bett geht und bei dem Verhör von Verdächtigen handgreiflich wird, wird im Laufe der Ermittlungen von seiner Vergangenheit, als er Geheimpolizist während der Franco-Diktatur war, eingeholt, was das persönliche Verhältnis zu seinem Kollegen zusätzlich belastet.
Nur ihre Berufung als Kriminalpolizisten treibt Pedro und Juan dazu an, ihre Differenzen zu überwinden und den Fall gemeinsam zu lösen.

## Auszeichnungen
Der Film gewann 2014/15 mehr als 30 Film- und Festivalpreise und wurde für dieselbe Anzahl an Preisen nominiert, darunter folgende:
- Festival Internacional de Cine de San Sebastián 2014: Auszeichnungen an Javier Gutiérrez (Bester Darsteller), Preis der Jury (Beste Kamera – Alex Catalán), Feroz-Zinemaldia-Preis
- Preise des Círculo de Escritores Cinematográficos 2015: Bester Film, Beste Regie, Bester Hauptdarsteller (Javier Gutiérrez), Nachwuchsdarstellerin (Nerea Barros), Originaldrehbuch, Kamera, Schnitt, Filmmusik, zwei weitere Nominierungen
- Goya 2015: Bester Film, Beste Regie, Hauptdarsteller (Javier Gutiérrez), Bestes Originaldrehbuch, Kostüme, Schnitt, Filmmusik, Szenenbild, sechs weitere Nominierungen
- Premio Sant Jordi 2015: Auszeichnung an Javier Gutiérrez und Raúl Arévalo (Beste spanische Darsteller)
- Premios Unión de Actores y Actrices 2015: Auszeichnungen an Javier Gutiérrez (Bester Kino-Hauptdarsteller), Manolo Solo (Bester Kino-Nebendarsteller), Mercedes León (Beste Kino-Nebendarstellerin), zwei weitere Nominierungen

## Remake
Von Regisseur, Drehbuchautor und Kameramann Christian Alvart stammte eine deutsche Neuverfilmung von La isla mínima, die im Januar 2020 unter dem Titel Freies Land in die Kinos kam. Der Plot des Remakes blieb sehr nah am Original, wurde aber ins Ostdeutschland der Nachwendezeit verlegt. Aus der Figur Pedro wurde ein aus Hamburg strafversetzter Polizist namens Patrick Stein (Trystan Pütter); sein Partner Juan wurde zu Markus Bach (Felix Kramer), der zur DDR-Zeit als Stasi-Offizier in Bautzen folterte und mordete.